# Pegoplata californica
Pegoplata californica är en tvåvingeart som beskrevs av Griffiths 1986. Pegoplata californica ingår i släktet Pegoplata och familjen blomsterflugor. Inga underarter finns listade i Catalogue of Life.